# Чемпіонат Сумської області з футболу 2019
Чемпіонат Сумської області з футболу 2019 року виграв «LS Group» (Верхня Сироватка).
Відразу після зимової перерви 4 березня 2020 року LS Group (Верхня Сироватка) змінила свою назву на ФК «Суми» та висловила намір виступати в національних аматорських змаганнях.

## Турнірна таблиця
| М | Команда                         | І  | В  | Н | П  | РМ    | О  |
| - | ------------------------------- | -- | -- | - | -- | ----- | -- |
| 1 | «LS Group» (Верхня Сироватка) * | 16 | 14 | 0 | 2  | 51−12 | 42 |
| 2 | ФК «Тростянець-2»               | 16 | 13 | 0 | 3  | 54−9  | 39 |
| 3 | «Велетень» (Глухів)             | 16 | 11 | 2 | 3  | 46−18 | 35 |
| 4 | ФК «Кролевець»                  | 16 | 8  | 3 | 5  | 18−16 | 27 |
| 5 | «Тростянець»                    | 16 | 8  | 3 | 5  | 44−18 | 27 |
| 6 | «Гранум» (Сніжки)               | 16 | 4  | 1 | 11 | 22−38 | 13 |
| 7 | ФК «Ромни»                      | 16 | 3  | 3 | 10 | 20−36 | 12 |
| 8 | «Дружба» **                     | 16 | 2  | 2 | 12 | 12−54 | 8  |
| 9 | «Шостка»                        | 16 | 1  | 2 | 13 | 8−74  | 5  |

Примітки
- позначкою * відзначений чемпіон
- позначкою ** За невихід на матч ФК «Дружба» покарали технічною поразкою та зняли з турнірної таблиці 3 очки